# Desa Maleber (administrativ by i Indonesien, lat -7,03, long 108,57)
Desa Maleber är en administrativ by i Indonesien.   Den ligger i provinsen Jawa Barat, i den västra delen av landet, 210 km öster om huvudstaden Jakarta.